# Géospize pique-bois
Camarhynchus pallidus
Espèce
Statut de conservation UICN

 VU  : Vulnérable
Le Géospize pique-bois (Camarhynchus pallidus) encore appelé Pinson pic (Woodpecker Finch en anglais), est une espèce de passereau connue pour utiliser, en cas de besoin, des épines de cactus pour extraire larves et insectes sous l'écorce des arbustes. Elle occupe, aux Galápagos, une niche écologique analogue à celle qu'ont conquise les pics, l'épine remplace la longue langue de ces derniers. Le pinson est capable d'ajuster la taille de l'épine afin d'arriver à ses fins.

## Sous-espèces
D'après Alan P. Peterson, il existe les sous-espèces suivantes :
- Camarhynchus pallidus pallidus (Sclater & Salvin, 1870) — îles Santiago, Rábida, Seymour, Pinzon, Santa Cruz et Floreana ;
- Camarhynchus pallidus productus Ridgway, 1894 — îles Isabela et Fernandina ;
- Camarhynchus pallidus striatipecta (Swarth, 1931) — île San Cristóbal.